# Tetsuya Théodore Fujita
Pour les articles homonymes, voir Fujita.
Tetsuya Théodore Fujita (藤田 哲也, Fujita Tetsuya, né le 23 octobre 1920 à Kitakyūshū et mort le  19 novembre 1998 à Chicago) est un scientifique japonais, naturalisé américain plus tard, du XXe siècle qui contribua grandement à l'étude des phénomènes météorologiques tels que les ouragans, les tempêtes et les tornades. Pour ces dernières, il a proposé une échelle de classification qui porte maintenant son nom.

## Carrière
Tetsuya Théodore Fujita est né le 23 octobre 1920 à Kitakyūshū Japon. Il est diplômé du Collège de technologie Meiji, maintenant l'Université de Technologie de Kyūshū, en 1943 avec un baccalauréat (1er cycle universitaire) en génie mécanique. En 1944, il devient assistant professeur en physique au même endroit tout en continuant ses études.
Fujita résidait à Kokura pendant la Seconde Guerre mondiale (maintenant un quartier de Kitakyūshū). Cette ville était la cible principale de la bombe au plutonium « Fat Man », mais le matin du 9 août 1945, la ville était couverte par les nuages et la fumée de la ville voisine de Yahata bombardée la veille. En conséquence, la bombe A été larguée sur la cible secondaire, Nagasaki, ce qui a sauvé la vie à Fujita. L'étude des dommages causés par l'explosion a contribué à sa compréhension des rafales descendantes alors qu'il était chargé de déterminer l'altitude et la position de la détonation. Il nota que les arbres étaient soufflés radialement par rapport au point sous l'explosion.
Le 24 août 1947, Fujita observa un orage lorsqu'il se trouvait dans une station météorologique de montagne dans son pays. Se basant sur les données de pression et de vents obtenues, il écrit un rapport où il spécule sur le courant descendant dans l'orage. Il obtint ensuite son doctorat de l'Université de Tokyo en 1953 avec une étude sur l'analyse des typhons. Prenant connaissance des travaux sur les orages d'Horace R. Byers de l'Université de Chicago, Fujita lui envoie son rapport de 1947. Son  excellent travail sur ces phénomènes météorologiques de petite échelle, appelée méso-échelle, attira l'attention de Byers qui l'invita en 1953 à travailler avec lui pour faire avancer les connaissances dans ce domaine. Il y travaillera comme assistant de recherche au département de météorologie de 1953 à 1955. 
Après un retour au Japon afin d'obtenir un visa de travail américain, il retourne à Chicago en 1956 et devint directeur du projet de recherche de météorologie de méso-échelle. En 1962, il devint professeur associé de la section de géophysique et professeur en 1965. De 1964 à 1987, il dirigea le projet de recherche sur les satellites et la méso-météorologie, puis directeur du laboratoire sur les vents de 1988 jusqu'à sa mort. Il se retira de l'enseignement en 1990 à l'âge de 70 ans.
L'Université de Chicago a décerné au Dr Fujita la médaille du mérite Charles Merriam (Charles Merriam Distinguished Service Professor) en 1989. Il a également reçu plusieurs honneurs de la communauté internationale dont, entre autres, la médaille du service au public de la NASA en 1979, la médaille de Vermeil par l'Académie nationale de l'air et de l'espace de France en 1989 (incluant un aller-retour sur le Concorde avec son épouse) et l'Étoile d'or et d'argent de l'Ordre du trésor sacré japonais en 1991 des mains du premier ministre Toshiki Kaifu et avec la bénédiction de l'Empereur Akihito.
Fujita et son épouse Sumiko ont eu un fils, Kazuya, qui est devenu professeur de géologie à l'Université d'État du Michigan à East Lansing.

## Contributions
Le docteur Fujita est le plus reconnu des chercheurs dans le domaine des orages violents grâce à son travail méticuleux d'enquête et de synthèse. Il fut aussi un pionnier dans l'interprétation des images provenant des satellites météorologiques. Il a également étudié les cyclones tropicaux dans la perspective de la méso-échelle. Il découvrit des mini-tourbillons dans l'œil des ouragans et avança une théorie qui relie ce phénomène à l'intensification de la tempête.
À la suite de l'écrasement d'un avion en 1975 à l'aéroport international John-F.-Kennedy, tuant 125 personnes, la compagnie aérienne Eastern Air Lines demanda une contre-expertise au docteur Fujita de la conclusion d'erreur de pilotage faite par les enquêteurs de la FAA. À la suite de son analyse des photos satellitaires prise la journée de l'incident, il décida de se pencher sur le sujet et émit la conclusion que l'écrasement était dû à une rafale violente provenant du cœur d'un orage passant au-dessus de l'aéroport à ce moment-là. Comme certains météorologues contestèrent sa conclusion par manque de preuves directes, il entama au printemps 1978 une série d'observations dans le cadre de l'expérience NIMROD durant 42 jours afin d'obtenir des photos du phénomène de rafales descendantes des orages grâce à trois radars météorologiques à effet Doppler, 27 anémomètres, les photos satellitaires et des aéronefs. Il devint ainsi celui qui trouva l'explication pour des phénomènes comme les rafales descendantes et leur extrême les micro-rafales
. 
Il est surtout connu pour avoir développé une échelle de classification des tornades (échelle de Fujita) selon la force des vents en étant un pionnier des enquêtes par voie aérienne des dommages causés. Son analyse des photos et films des corridors de dommages lui a permis de voir l'évolution de la force des tornades au cours de leur courte vie. Il est d'ailleurs souvent appelé « Monsieur Tornade » pour ses recherches dans ce domaine, découvrant entre autres les tornades à vortex multiples et leurs mécanismes.
Les 10 et 11 janvier 2000, le symposium organisé par la Société américaine de météorologie (AMS) a honoré l’ensemble du travail de Fujita. Cet événement avait été planifié depuis octobre 1998 et ce devait être la première fois que l’AMS rendait un tel hommage à un chercheur encore vivant. Malheureusement, le docteur Fijita décéda avant la tenue du symposium et c'est le professeur Roger M. Wakimoto, un de ses anciens élèves, qui introduisit les diverses présentations.

## Publication
- (en) Fujita, Tetsuya Theodore (1992). Memoirs of an An Effort to Unlock the Mystery of Severe Storms. WRL Research Paper Number 239.